# المجلس الاستشاري (مصر)
المجلس الاستشاري المصري هو مجلس أعلن المجلس الأعلي للقوات المسلحة عن إنشائه ليقوم بدور استشاري مساعد للمجلس العسكري القائم بإدارة الدولة في مصر بعد ثورة 25 يناير. وقد جاء الإعلان عن إنشاء هذا المجلس بعد قيام احتجاجات ومظاهرات واسعة في مصر بداية من يوم السبت 19 نوفمبر علي إثر قيام قوات الشرطة المدنية والشرطة العسكرية باستعمال القوة لفض اعتصام في ميدان التحرير. وقد أعلن المجلس العسكري عن تشكيل واختصاصات هذا المجلس الاستشاري يوم 8 ديسمبر 2011 بقرار رقم 283 لسنة 2011.

## خلفية
بعد إعلان المجلس الأعلي للقوات المسلحة أن انتخابات الرئاسة في مصر ستكون بعد وضع الدستور الجديد وليس مباشرة بعد انتخابات البرلمان كما تم إعلانه قبل، وخصوصاً بعد انقضاء فترة الستة أشهر التي حددها المجلس العسكري كفترة انتقالية يتم بعدها تسليم السلطة لحكومة مدنية، كثرت الحركات الاحتجاجية التي تطالب المجلس العسكري بالتنحي الفوري عن الحكم وتشكيل حكومة إنقاذ وطني تقود البلاد في المرحلة الانتقالية وحتي إجراء انتخابات البرلمان والرئاسة.
و في هذه الأثناء، قامت الحكومة بإعلان وثيقة مبادئ أساسية لشكل الدولة المصرية الحديثة عن طريق الدكتور علي السلمي نائب رئيس الوزراء في حكومة الدكتور عصام شرف. وقد لاقت هذه الوثيقة، التي سميت بوثيقة السلمي، احتجاجات واسعة نظراً لاحتوائها علي البندين الناسع والعاشر اللذان يعطيان القوات المسلحة وضعاً خاصاً في الدولة كحامي للشرعية الدستورية وتحصين الميزانية العسكرية من الرقابة البرلمانية. وكانت قمة هذه الاحتجاجات القوي السياسية والأحزاب في يوم 18 نوفمبر 2011. وقد استمر بعد هذه التظاهرة اعتصام لعدد صغير يقدر بحوالي 200 شخص يطالبون بالتنحي الفوري للمجلس العسكري الحاكم.
و في نهار اليوم التالي 19 نوفمبر 2011 قامت قوات من الشرطة المدنية والعسكرية باستخدام القوة لفض هذا الاعتصام، مما أسفر عن إصابة أكثر من 500 شخص، وأدي إلي توافد العديد من المتظاهرين إلي ميدان التحرير للاحتجاج علي الاستخدام غير المبرر للقوة في فض الاعتصام. وقد تطورت هذه المواجهات في اليوم التالي 20 نوفمبر 2011 بقيام الشرطة العسكرية والمدنية بإخلاء الميدان مرة ثانية بالقوة وأدت لوقوع أكثر من 15 قتيل من المتظاهرين. وأدت صور هؤلاء الضحايا إلي تأجيج ما سماه البعض بموجة الثورة الثانية.
و قد قام المجلس العسكري بالاجتماع مع القوي السياسية وبعض المرشحين المحتملين للرئاسة واتفقوا علي:
1. وضع جدول زمني لانتقال السلطة ينتهي في 30 يونيو 2012 بانتخاب رئيس الجمهورية وذلك بعد وضع الدستور في غضون شهرين من أول اجتماع مشترك لمجلسي الشعب والشوري
2. إقالة حكومة عصام شرف وتكليف الدكتور كمال الجنزوري بتشكيل حكومة إنقاذ وطني
3. تشكيل مجلس استشاري تكون مهمته إبداء الرأي والمشورة للمجلس العسكري

و في يوم 8 ديسمبر 2011 أعلن المجلس العسكري عن تشكيل المجلس الاستشاري وأعضائه واختصاصاته في القرار رقم 283 لسنة 2011.

## أعضاء المجلس الاستشاري
1. المهندس أبو العلا ماضي
2. السيد أحمد خيري أبو اليزيد
3. الدكتور أحمد كمال أبو المجد
4. الدكتور السيد البدوي شحاتة
5. الدكتور حسن نافعة
6. الدكتور حنا جريس قلدس
7. السيد زياد محمد وفيق أحمد على
8. السيد سامح عاشور
9. السيد شريف محمد زهران
10. الدكتور عبد العزيز حجازي
11. السيد أشرف عبد الغفور
12. الدكتور عبد الله المغازي
13. الدكتور عصام النظامي
14. السيد عماد عبد الغفور
15. السيد عمرو موسى
16. السيد لبيب السباعي
17. السيد محمد أسامة برهان
18. السيد محمد سلماوي
19. الدكتور محمد سليم العوا
20. السيد صلاح فضل
21. السيد محمد عبد المجيد سالم برغش
22. السيد محمد على الخولي
23. الدكتور محمد نور فرحات
24. الدكتور مصطفى كامل السيد
25. الدكتور معتز بالله عبد الفتاح
26. الدكتورة منار الشوربجي
27. السيد منصور حسن
28. الدكتورة نادية مصطفي
29. المهندس نجيب ساويرس
30. الدكتورة نيفين عبد المنعم مسعد

و في أول اجتماع للمجلس الاستشاري في 11 ديسمبر 2011 تم انتخاب السيد منصور حسن رئيساً للمجلس، والمهندس أبو العلا ماضي والسيد سامح عاشور نائبين. كما تم اختيار الدكتور محمد نور فرحات أميناً عاماً له.

## اختصاصات المجلس الاستشاري
يختص المجلس الاستشاري بإبداء الرأي في ما يتعلق بشئون البلاد ويهم الرأي العام من قضايا أو أحداث أو أوضاع.
كما يختص بإبداء الرأي فيما يلي:
1. ما يعرض عليه من المجلس الأعلى للقوات المسلحة من شئون البلاد.
2. مشروعات القوانين والاتفاقيات الدولية إلى أن يتم انعقاد مجلسي الشعب والشورى.

ويجب إبداء الرأي خلال أسبوع من تاريخ إرسال الموضوع إليه.
وللمجلس اقتراح ما يتراءى له من موضوعات أو وسائل التعامل مع ما قد ينشأ من أزمات أو أوضاع تمس المواطنين أياً كان مجالها.

## أحداث مجلس الوزراء
- في 16 ديسمبر 2011 حدثت اشتباكات بين المعتصمين عند مقر مجلس الوزراء المصري وقوات الشرطة العسكرية أدت إلى قتل وجرح العديد من المعتصمين نتيجة استخدام القوة المفرطة من قبل الشرطة العسكرية.
- في نفس اليوم أعلن كلٌ من الدكتور معتز بالله عبد الفتاح والسيد أحمد خيري أبو اليزيد والدكتورة نادية مصطفى ومنار الشوربجي وزياد علي ولبيب السباعي وحسن نافعة وشريف زهران وحنا جرجس لاستقالاتهم احتجاجاً علي استخدام الشرطة العسكرية المصرية للقوة المفرطة لفض اعتصام مجلس الوزراء المصري.[4]
- وقد اجتمع المجلس الاستشاري للتباحث بشأن هذه الأحداث في مساء يوم 16 ديسمبر 2011، وقرر بإجماع أعضائه تعليق اجتماعات المجلس لحين استجابة المجلس الأعلي للقوات المسلحة لتوصياته:[5]
  1. وقف العنف فوراً ضد المعتصمين.
  2. إحالة المسؤولين عن الأحداث لتحقيق فوري شفاف يرأسه قاض من محكمة الاستئناف ينتدبه وزير العدل.
  3. اعتذار المجلس الأعلي للقوات المسلحة عن أحداث العنف.
  4. صرف مستحقات الشهداء ومصابي الثورة حتى الآن.
  5. الإفراج الفوري عن معتقلي هذه الأحداث وما سبقها، وإحالة المسؤولين عن هذه الأحداث وما سبقها للتحقيق.
- وفي يوم 17 ديسمبر 2011 أعلن المهندس أبو العلا ماضي استقالته أيضاً من المجلس الاستشاري احتجاجاً علي أحداث مجلس الوزراء.[6]
- وقد أعلن المجلس الاستشاري في 24 ديسمبر 2011 عن دعوة كل من منى مكرم عبيد وسكينة فؤاد، وأسامة الغزالي حرب لعضوية المجلس الاستشاري بدلاً من الأعضاء المستقيلين منه.[7]

## استقالات
- في يوم 24 يناير 2012 تقدم الدكتور محمد نور فرحات باستقالته من المجلس الاستشاري لاعتراضه علي ما وصفه بعدم فاعلية المجلس بخصوص وضع معايير لاختيار الجمعية التأسيسية المنوط بها وضع الدستور الجديد.[8]
- في يوم 5 فبراير 2012 تقدم الدكتور حسن نافعة باستقالته من المجلس الاستشاري لاعتراضه علي أسلوب إدارة المجلس الأعلى للقوات المسلحة للبلاد.[9]